# Rameau artériel bronchique de l'aorte thoracique
Les rameaux artériels bronchiques de l'aorte thoracique  (ou artères bronchiques) sont les branches de l'aorte descendante thoracique qui vascularisent les poumons.

## Origine
Les rameaux artériels bronchiques de l'aorte thoracique naissent de la face antérieure de la partie thoracique de l'aorte descendante au niveau des cinquième et sixième vertèbres thoraciques.
Dans la plupart des cas, on retrouve deux rameaux artériels bronchiques gauches (un supérieur et un inférieur), directement issues de l'aorte thoracique descendante et un rameau bronchique droit parfois issu d'un tronc commun avec une artère intercostale postérieure droite (généralement la 4e). Cependant, il existe de nombreuses variations anatomiques inter-individuelles concernant le nombre de rameaux artériels bronchiques.
| Type | Fréquence | Nombre de rameaux artériels bronchiques droits | Nombre de rameaux artériels bronchiques gauches |
| ---- | --------- | ---------------------------------------------- | ----------------------------------------------- |
| 1    | 40 %      | 1                                              | 2                                               |
| 2    | 20 %      | 1                                              | 1                                               |
| 3    | 20 %      | 2                                              | 2                                               |
| 4    | 10 %      | 2                                              | 1                                               |

Par ailleurs, il existe chez un certain nombre d'individus des  rameaux artériels bronchiques ectopiques dont l'origine peut être la concavité de l'aorte horizontale, l'artère subclavière ou ses branches, le tronc brachio-céphalique, l'aorte abdominale ou encore l'artère phrénique inférieure.

## Trajet
Les rameaux artériels bronchiques s'accolent aux bronches souches droite et gauche puis suivent leurs divisions en se ramifiant jusqu'à l'extrémité des bronchioles. Elles s'anastomosent avec les ramifications des artères pulmonaires au niveau de la paroi des bronchioles et de la plèvre viscérale.

## Zone de vascularisation
Les rameaux artériels bronchiques assurent la vascularisation de tous les tissus pulmonaires, à l'exception des alvéoles dont la vascularisation est assurée par les artères pulmonaires. Elles participent également à la vascularisation de la plèvre, des ganglions lymphatiques bronchiques et de l'œsophage.
Les artères bronchiques ne doivent pas être confondues avec les artères pulmonaires. Ces dernières font partie de la circulation pulmonaire et assurent la vascularisation fonctionnelle des poumons en y apportant le sang pauvre en oxygène issu du ventricule droit pour qu'il soit oxygéné. Les rameaux artériels bronchiques en revanche ont un rôle nourricier : elles apportent du sang oxygéné et riche en nutriments aux poumons.

## Importance clinique
Les rameaux artériels bronchiques peuvent être altérées dans différentes pathologies. Par exemple, elles sont dilatées et tortueuses en cas d'hypertension thrombo-embolique pulmonaire chronique. Pour certaines pathologies (dilatation des bronches, cancer, tuberculose, etc.) entraînant une hémoptysie grave, on peut avoir recours à l'embolisation des artères bronchiques pour arrêter le saignement.